# Юханссон, Туре
Туре Эммануэль Юханссон (швед. Thure Emmanuel Johansson ; 11 сентября 1912, Юккасъярви, Кируна, Норботтен, Швеция — 12 марта 1986, Арбуга, Вестманланд, Швеция) — шведский борец вольного стиля, бронзовый призёр Олимпийских игр по борьбе 

## Биография
Родился в 1912 году. Кроме борьбы занимался также футболом и тяжёлой атлетикой. В 1940 году стал чемпионом Швеции, а также является тринадцатикратным серебряным призёром чемпионатов Швеции. 
Представлял Швецию на Олимпийских играх 1948 года, боролся в только что введённом наилегчайшем (до 52 килограммов) весе, и завоевал бронзовую медаль Олимпийских игр. 
См. таблицу турнира
Умер в 1986 году